# Shelley Long
Shelley Lee Long, född 23 augusti 1949 i Fort Wayne i Indiana, är en amerikansk skådespelare.
Shelley Long föddes som dotter till Ivadine (född Williams) och Leland Long. Hon har medverkat i ett stort antal filmer, men är förmodligen främst känd för rollen som Diane Chambers i TV-serien Skål (Cheers i original; 1982–1987 och 1993).
Hon var gift med Bruce Tyson 1981–2004. Hon har en dotter.

## Filmografi i urval
- 1981 – Grottmannen
- 1982 – Årets man
- 1982–1993 – Skål (TV-serie) (123 avsnitt)
- 1983 – Losin' It
- 1984 – Irreconcilable Differences
- 1986 – Hem dyra hem
- 1987 – Par i damer
- 1987 – Här är jag igen!
- 1989 – Troop Beverly Hills
- 1990 – Säg inte att det är jag
- 1993–1994 – Good Advice (TV-serie)
- 1994–2001 – Frasier (TV-serie) (tre avsnitt)
- 1995 – Bradys klarar skivan!
- 1996 – Bradys får tillökning
- 1996 – Susie Q (TV-film)
- 2000 – Dr. T och kvinnorna
- 2009–2017 – Modern Family (TV-serie) (sex avsnitt')
- 2012 – Best Man Down